# Gmina Kościoła Jezusa Chrystusa Świętych w Dniach Ostatnich w Białymstoku
Gmina Kościoła Jezusa Chrystusa Świętych w Dniach Ostatnich w Białymstoku – gmina mormońska działająca w Białymstoku, należąca do polskiego warszawskiego dystryktu Kościoła Jezusa Chrystusa Świętych w Dniach Ostatnich.
Siedziba gminy mieściła się przy ul. Warszawskiej 1a. 
Gmina została zlikwidowana ok. 2015 r. Jej członkowie stanowią obecnie część gminy Warszawa.